# Huazhou
För andra betydelser, se Huazhou (olika betydelser).
Huazhou, även romaniserat Fahsien, är en stad på häradsnivå i Maomings stad på prefekturnivå i provinsen Guangdong i sydöstra Kina. Den ligger omkring 320 kilometer sydväst om provinshuvudstaden Guangzhou.
Huazhou är indelat i sex stadsdelsdistrikt, 17 köpingar och sex administrativa enheter på sockennivå.
Stadsdelsdistrikt (jiedao):

- Dongshan (东山街道)
- Hexi (河西街道)
- Jianjiang (鉴江街道)
- Nansheng (南盛街道)
- Shiwan (石湾街道)
- Xiaguo (下郭街道)

Köpingar (zhen):

- Baoxu (宝圩镇)
- Boyang (播扬镇)
- Changqi (长岐镇)
- Daqiao (笪桥镇)
- Guanqiao (官桥镇)
- Hejiang (合江镇)
- Jianghu (江湖镇)
- Liangguang (良光镇)
- Ligang (丽岗镇)
- Linchen (林尘镇)
- Nawu (那务镇)
- Pingding (平定镇)
- Tongqing (同庆镇)
- Wenlou (文楼镇)
- Xin'an (新安镇)
- Yangmei (杨梅镇)
- Zhongdong (中垌镇)

Administrativa enheter på sockennivå (jordbruk):

- Heping Nongchang (和平农场)
- Hongfeng Nongchang (红峰农场)
- Hongyang Nongchang (红阳农场)
- Jianshe Nongchang (建设农场)
- Xinhua Nongchang (新华农场)
- Xinshidai Nongchang (新时代农场)